# Аэропракт
Аэропракт — украинское предприятие-производитель сверхлёгких самолётов. Код ICAO: AEROPRAKT.

## История
Компанию основали конструкторы ОКБ имени О. К. Антонова Юрий Яковлев и Олег Литовченко на основе ранее созданного любительского авиаклуба при АНТК имени Антонова. 
В 1991 году по заказу кооператива «ИТАКО-центр» был разработан первый самолёт Аэропракт А20 «Червонец» (который был продан заказчику за 10 тысяч рублей). 
Созданный при выполнении проекта запас материалов и денежные средства за выполнение ремонта разбитого румынского планера позволили построить ещё один самолёт в ангаре на аэродроме "Чайка" (который участвовал в конкурсах сверхлёгких самолётов в Чехии и Венгрии и был продан в Венгрии). 
Третий построенный А-20 был продан в лётную школу в Чехии, после чего заказы из ФРГ, России и Украины позволили начать серийное производство А-20. В дальнейшем, А-20 нашли сбыт в США, ЕС и Сингапуре.
В 1993 году конструкция А20 выиграла на слёте-конкурсе сверхлёгких аппаратов в Санкт-Петербурге.
В октябре 1996 года был построен первый опытный образец самолёта А-22 «Шарик», который также пошёл в серийное производство.
В ноябре 1997 года по желанию заказчика был изготовлен опытный двухмоторный вариант самолёта А-20, получивший обозначение А-26.
23 марта 2008 года в районе села Наливайковка Макаровского района Киевской области разбился самолёт Аэропракт А-24, погибли управлявший самолётом Алексей Литовченко (один из основателей и ведущих специалистов компании "Аэропракт", выполнявший также обязанности пилота-инструктора) и два пассажира. 
В настоящее время компания прекратила производство А20 и серийно выпускает несколько модификаций модели Аэропракт A-22 и А-32.

## Продажи
По состоянию на август 2018 года, предприятием было разработано восемь моделей самолётов, выпущено и продано более 1100 самолётов. За год предприятие выпускает около 80-90 самолетов, в 2018 году было выпущено 96 аппаратов. 

## Самолёты, выпускаемые компанией Аэропракт
- А-20
- А-22
- А-24
- А-32
- А-36

- Т-8 - двухместный учебный самолёт;
- А-11 - лёгкий многоцелевой самолёт;
- A-20 - двухместный «Ультралайт» с толкающим винтом (A-20CX - сельскохозяйственная модификация, A-20SC - спортивная);
- А-21 - лёгкий многоцелевой самолёт;
- A-22 - двухместный «Ультралайт» с тянущим винтом. На базе А-22 созданы самолеты А-22L, A-22L2 и А-22LS;
- А-23 - лёгкий многоцелевой самолёт;
- А-24 - легкая трехместная амфибия;
- A-26 - легкий двухмоторный двухместный самолет;
- А-27 - лёгкий многоцелевой самолёт;
- А-28 - легкий двухмоторный четырехместный самолет;
- А-32 - лёгкий многоцелевой самолёт;
- А-33 - лёгкий многоцелевой самолёт;
- А-36 - легкий двухмоторный двухместный самолет;
- А-37 - лёгкий многоцелевой самолёт;
- А-41 - легкий спортивный самолёт;

Курсивом отмечены самолёты, разрабатываемые и производимые в дочерней компании Аэропракт-Самара.

## Дочерние компании
- Аэропракт-Самара